# منا : قيامة شتات الصحراء
مَنّا : قيامة شتات الصحراء هي رواية للكاتب الصديق حاج أحمد، صدرت سنة 2021م عن دار الدواية للنشر والتوزيع والطبع، بالجزائر في 375 صفحة. وصلت للقائمة القصيرة للبوكر. يتناول الكاتب في روايته مأساة الجفاف الذي أصاب شعب الأزواد في صحراء شمال مالي عام 1973، والشتات الذي ينتج عنه. تستحضر الرواية تفاصيل الحياة في صحراء التليمساوية، حيث يعاني أهلها من قسوة الظروف المعيشية، خصوصاً الجفاف والقحط، أو كما يطلق عليه في لغة الطوارق "منا".

## نبذة
تدور أحداث الرواية حول قصة الأزواد الذين يحاولون النجاة من الجفاف والهروب من الموت، ليواجهوا أشكالًا أخرى من المعاناة والموت في مسعاهم للبحث عن الأمان والوطن البديل. يسلط الكاتب الضوء على معاناة هذا الشعب ومكانه في العالم، مستعرضًا ليس فقط مأساة الجفاف، ولكن أيضًا الثقافة والتقاليد الخاصة بالشعب الأزواد، وعلاقته العميقة بالمكان، التي تشكل جزءًا من هويته.
الرواية تعكس ما يمكن وصفه "بأدب الصحراء"، حيث يربط الكاتب الإنسان بالصحراء بشكل لا يمكن فصله، فالصحراء هي مكان ولادة الحكايات والمآسي على حد سواء. تذكر الرواية الهجرة القسرية للأزواد إلى الجزائر وليبيا بحثًا عن الحياة، وتوثق للتراث الشفوي والموسيقى والفنون التي تحملها تلك الأرض القاسية. "منا" لا تقتصر على كونها رواية عن الجفاف فقط، بل هي سردية إنسانية تبرز عمق العلاقة بين الإنسان والمكان. وعندما تتحدث عن الهجرة والشتات، فهي لا تقتصر على الظرف الزمني والمكاني فحسب، بل تطرح أسئلة وجودية عن الحياة والموت، وتسلط الضوء على الصراع المستمر من أجل البقاء.

## الشخصيات
الشخصيات في هذه الرواية تتنوع بشكل لافت وتتوزع بين أفراد من مختلف الثقافات واللغات داخل المنطقة الصحراوية. كل شخصية تنتمي إلى عالم ثقافي واثني خاص بها، مما يعكس التعدد الثقافي الهائل في جنوب الصحراء.

### الشخصيات الرئيسية
- بادي هو شخصية رئيسية تمثل الطابع الطارقي الصحراوي الأصيل، وتظهر من خلاله طابع الجدية والإصرار على البقاء في ظل الظروف القاسية التي تعيشها المنطقة. ينتمي إلى قومية الطوارق، لغته فخمة ويعبر عنها من خلال إصراره على المحافظة على التراث الطارقي،
- علواتة شخصية ذات طابع مرن وواقعي، تمثل جيلًا يبحث عن الأمل والنجاة في ظل الفاجعة المستمرة. هي شخصية تميل إلى التكيف مع الواقع وتجد نفسها في مواقف اختبارية تحتاج إلى التحمل والصمود. علاوة على كونها متأثرة بالتقاليد الثقافية الصحراوية،
- أخمادو شخصية تتسم بالتمسك بالهوية الثقافية، ويظهر في الرواية كعنصر رئيسي في العلاقة بين الأشخاص الذين يجمعهم الهم المشترك. يحاول مقاومة الظروف الصعبة ويحاول بناء أمل في وسط اليأس. يظهر كجزء من حركة تجمع بين الأفراد والأفكار المتعددة.
- إلّي يمثل هذه الشخصية الكاتب بتساؤلاته الوجودية التي تعكس الفكر الشخصي والروح المثقفة. هي شخصية تحاول فهم الواقع والتكيف معه في ظل حياة مليئة بالتحديات، وتظهر دائمًا كشخصية تفكر وتبحث عن إجابات أكبر من مجرد البقاء.
- لولة هي العجوز التي تمثل الحكمة والتجارب العميقة في الرواية. تقدم لولة للمجتمع الصحراوي العنصر الحكيم الذي يربط الماضي بالحاضر، وهو نموذج الشخصيات الأكبر سناً الذين يعكسون تراثًا وحكمة عميقة قد تبدو غير مفهومة للجيل الأصغر.

### الشخصيات الثانوية
- غسمان و عثمان: شخصيات متنوعة تمثل انعكاسات مختلفة من أزمات الجفاف والهجرة، والتأثيرات الاجتماعية والسياسية على حياة الناس.
- تين البركة: شخصية نسائية تمثل التقاليد الثقافية الطارقية، وتحمل معها عبء البيئة القاسية التي يتمثل فيها الصراع على الأمل.

## أسلوب الرواية
اللغة في الرواية تأخذ طابعًا قاسيًا مماثلاً لصعوبة الحياة في الصحراء، حيث تكون اللغة أداة للسرد تتماشى مع الصعوبة والعمق في الحياة هناك، مما يضفي طابعًا خاصًا على النص، رغم ما قد تسببه من ثقل أحيانًا. ومع ذلك، تبقى "منا" رواية فريدة تسلط الضوء على معاناة الأفراد، وتستحضر تفاصيل حياة شعب في الشتات، في مكان لا يتسع إلا للقصص التي ترويها الرياح والرمال. كما تتسم بتداخل عدة مستويات سردية وفنية، منها التنقل بين الأزمنة والمكان، واعتماد مفردات ثقافية ولغوية، مثل الكلمات التارقية والحسانية، لتقديم صورة واقعية للبيئة الصحراوية بكل ما تحمله من معاناة وحكايات متشابكة. كما أن الرواية لا تقتصر على الحكاية فقط، بل تستعرض تجارب الفرد داخل هذا العالم الواسع والصعب، وتأخذ القارئ في رحلة تتجاوز الواقع إلى عالم من الخيال. الزمن في الرواية المكثف. الكاتب يستخدم الزمن بطريقة غير خطية، حيث لا يتبع تسلسل الأحداث بشكل تقليدي. بدلًا من ذلك، يعيد تشكيل الزمن الروائي ليعكس المدى الواسع للأحداث التي تؤثر على الشخصيات. هناك تحرك متكرر بين الأزمنة، فالماضي يؤثر على الحاضر بشكل مباشر، ويخلق بذلك رؤية مزدوجة للمستقبل.